# Liste von byzantinischen Spolien in Venedig

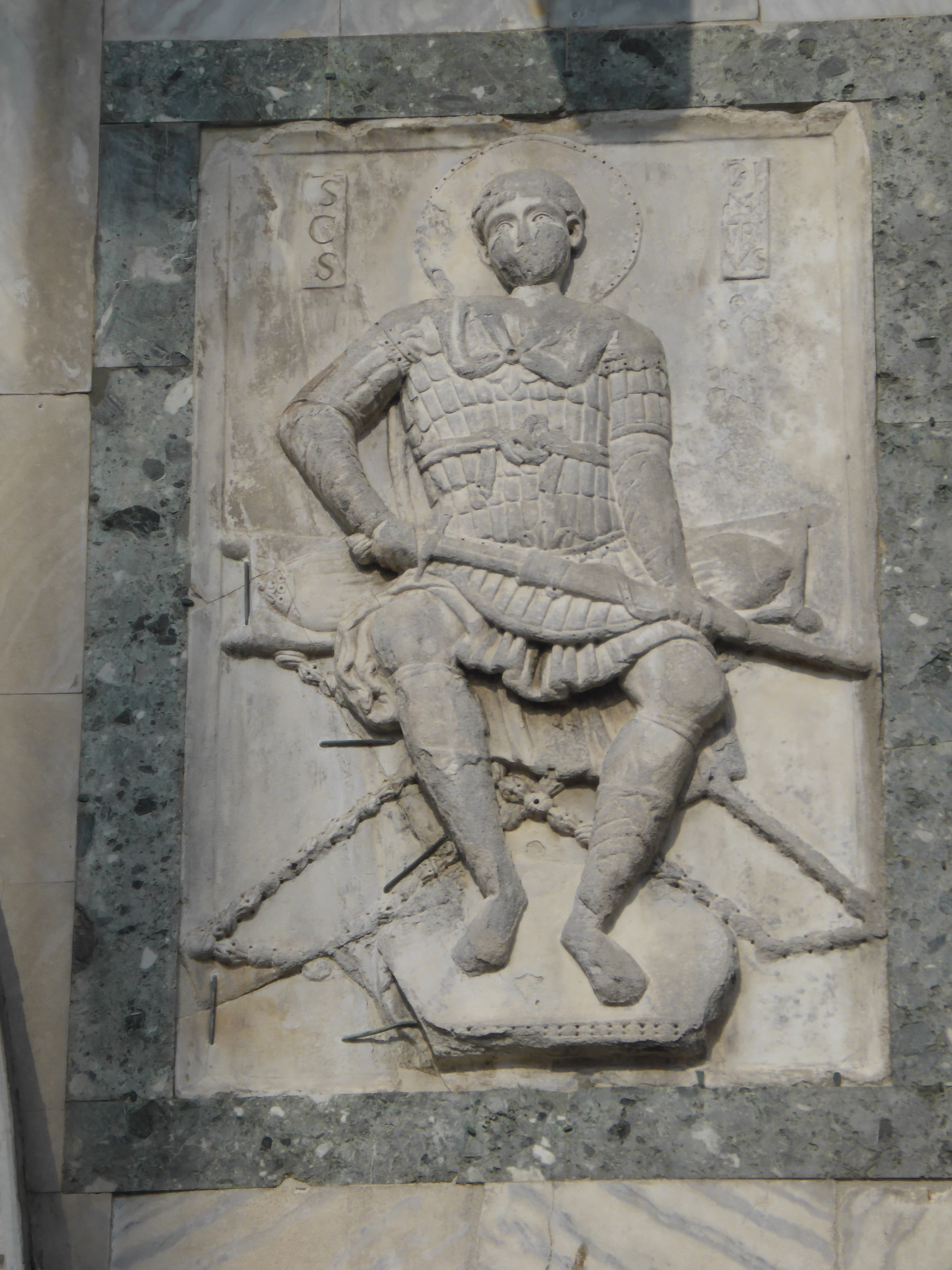
Reliefikone des Heiligen Demetrios, Westfassade von San Marco

Die Liste von byzantinischen Spolien erfasst byzantinischen Bauschmuck, besonders Reliefs, in sekundärer Verwendung im Stadtgebiet von Venedig. Die Abgrenzung gegenüber venezianischen Arbeiten nach byzantinischem Vorbild ist schwierig. Generell rechnet die neuere Forschung mit einer größeren Zahl venezianisch-byzantinischer Reliefs. So wird beispielsweise die Madonna della Grazie in San Marco trotz ihrer griechischen Beischrift ΜΗΡ ΘΥ als Ikone „made in Italy“ bezeichnet.

## San Marco

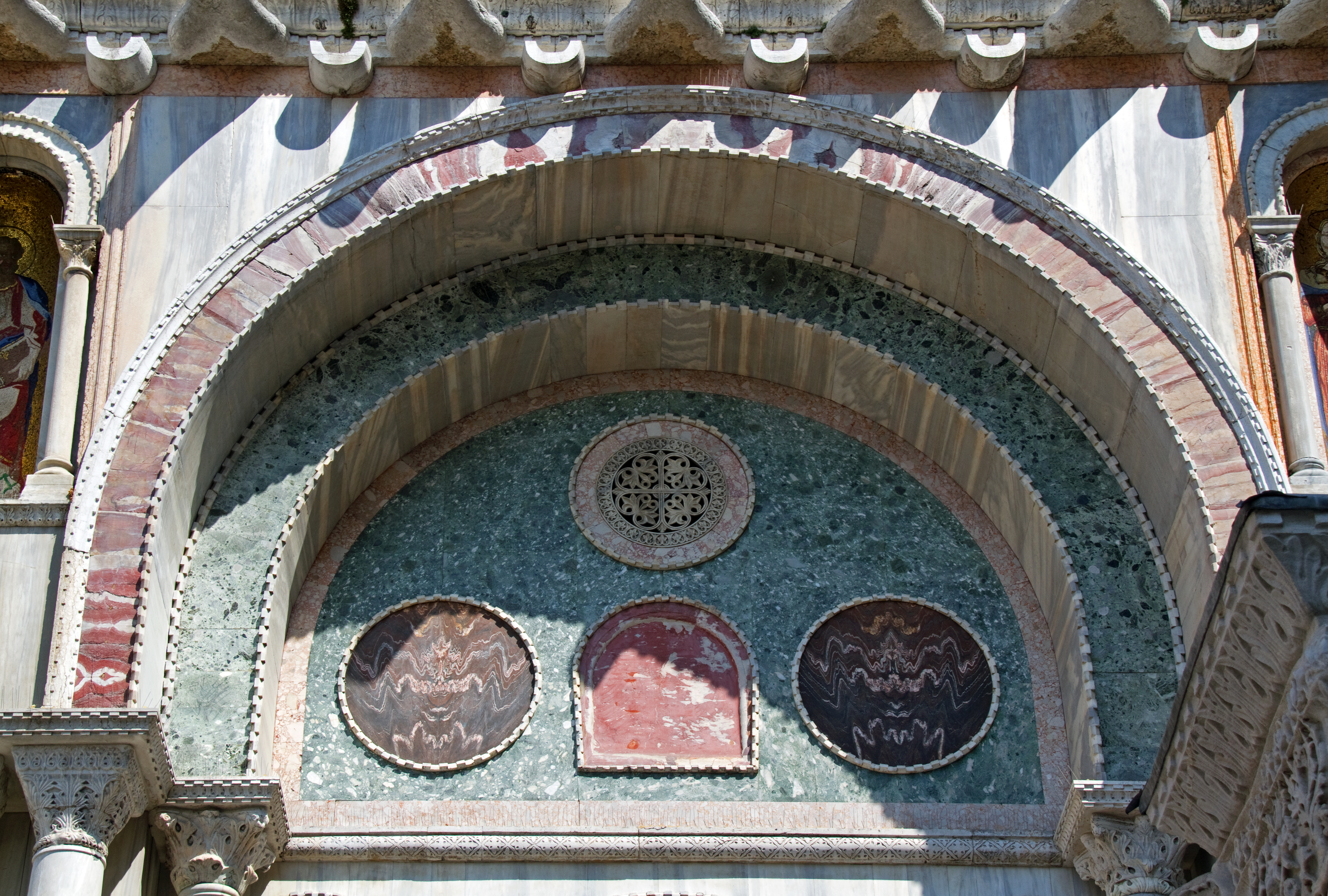
Altarplatte einer byzantinischen Kirche (rot) als Dekorationselement eines Tympanons an der Südfassade von San Marco

Die Zahl von Spolien an der Fassade von San Marco ist beispiellos und verlangt eine Erklärung. Byzantinischen Bauschmuck konnten die Venezianer schon vor dem Fall Konstantinopels (1204) in ihre Stadt bringen, beispielsweise als Beute aus den Kämpfen der vereinigten byzantinisch-venezianischen Flotten gegen die Araber auf Sizilien, oder durch Transfer aus den von Venedig entmachteten älteren Städten der Lagune (Altinum, Aquileia, Eraclea, Oderzo, Concordia). Für eine solche Praxis gibt es eine Quelle, das Testament des Dogen Giustiniano Particiaco, der verfügte, dass Bauschmuck aus Torcello für den Bau von San Marco herbeigeschafft werden solle.
Der Kunsthistoriker Fabio Barry ist zurückhaltend gegenüber der These, dass die Fassade von San Marco eine Staffelei zur Ausstellung der Beute des Jahres 1204 gewesen sei – was venezianische Quellen des 16. Jahrhunderts rückblickend so deuten. Er erkennt stattdessen einen „Spolia-Stil“ in byzantinischen Kirchenbauten des 9. bis 12. Jahrhunderts (Beispiel: die Kirche Panagia Gorgoepikoos in Athen, erbaut etwa 1182 bis 1204). Mit dieser Art der Fassadendekoration habe man sich in eine Tradition stellen wollen.

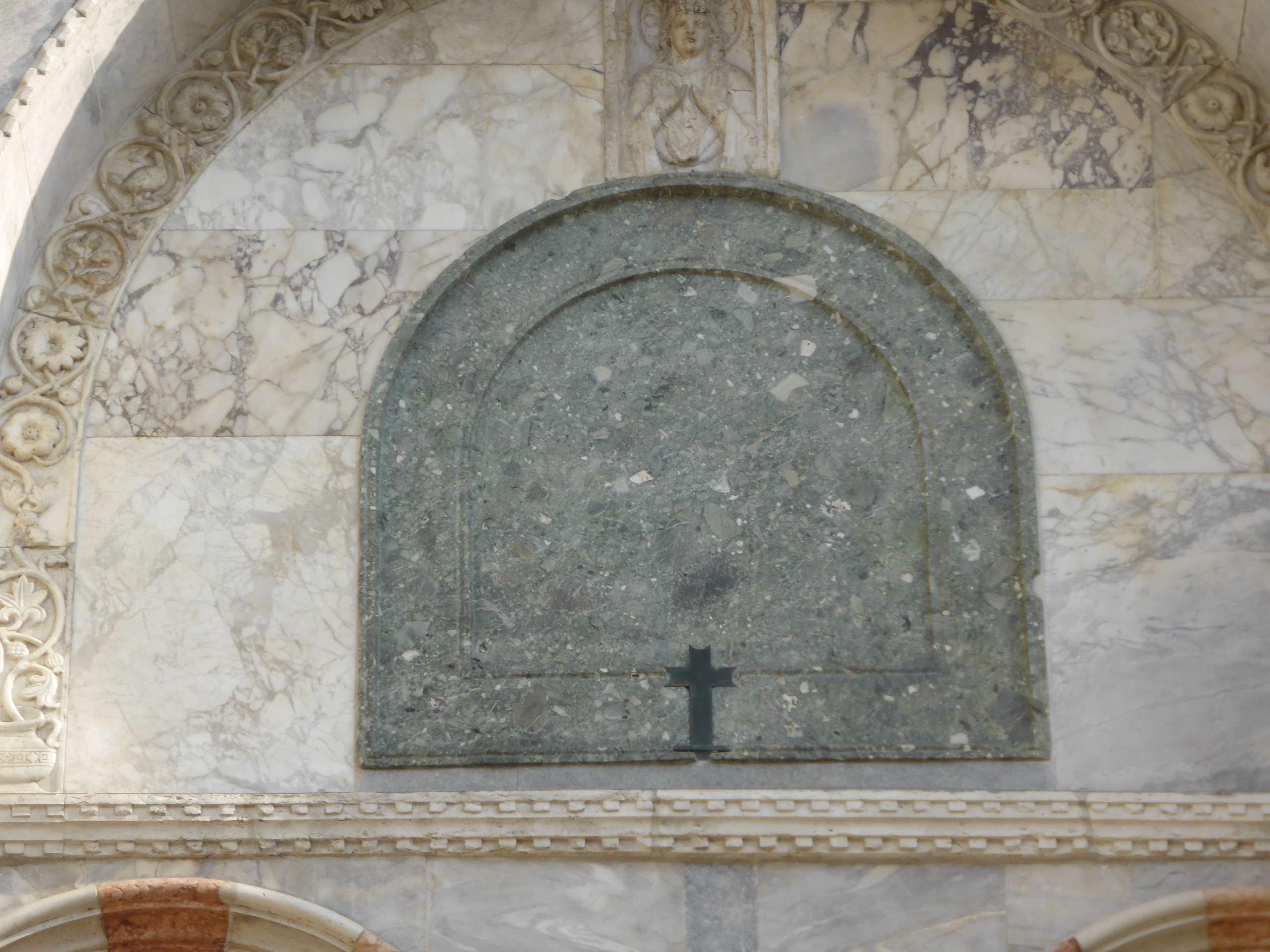
Sigmaförmige Altarplatte in einem Tympanon der Nordfassade von San Marco

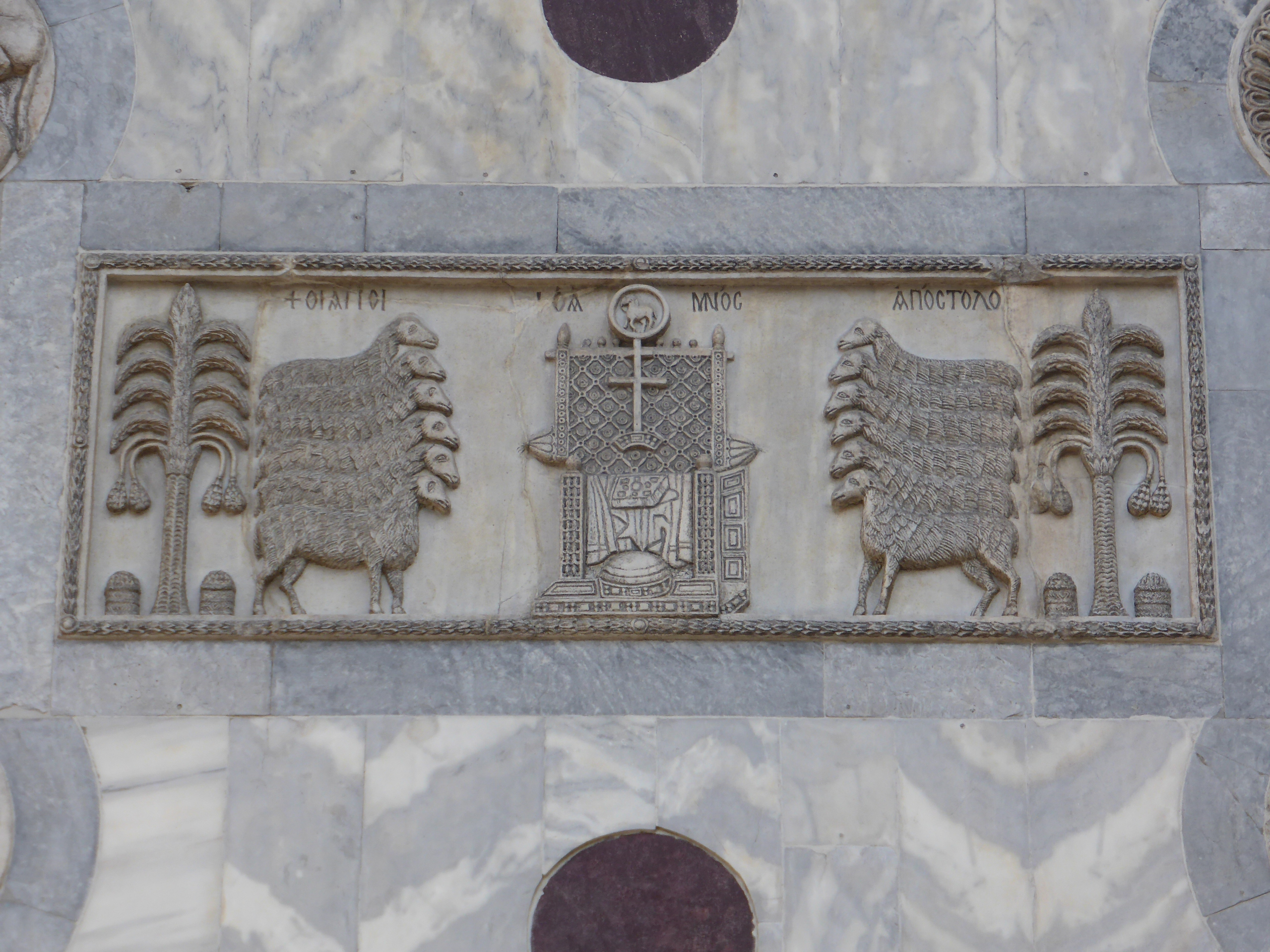
Spolie mit Etimasia-Relief, Nordfassade von San Marco

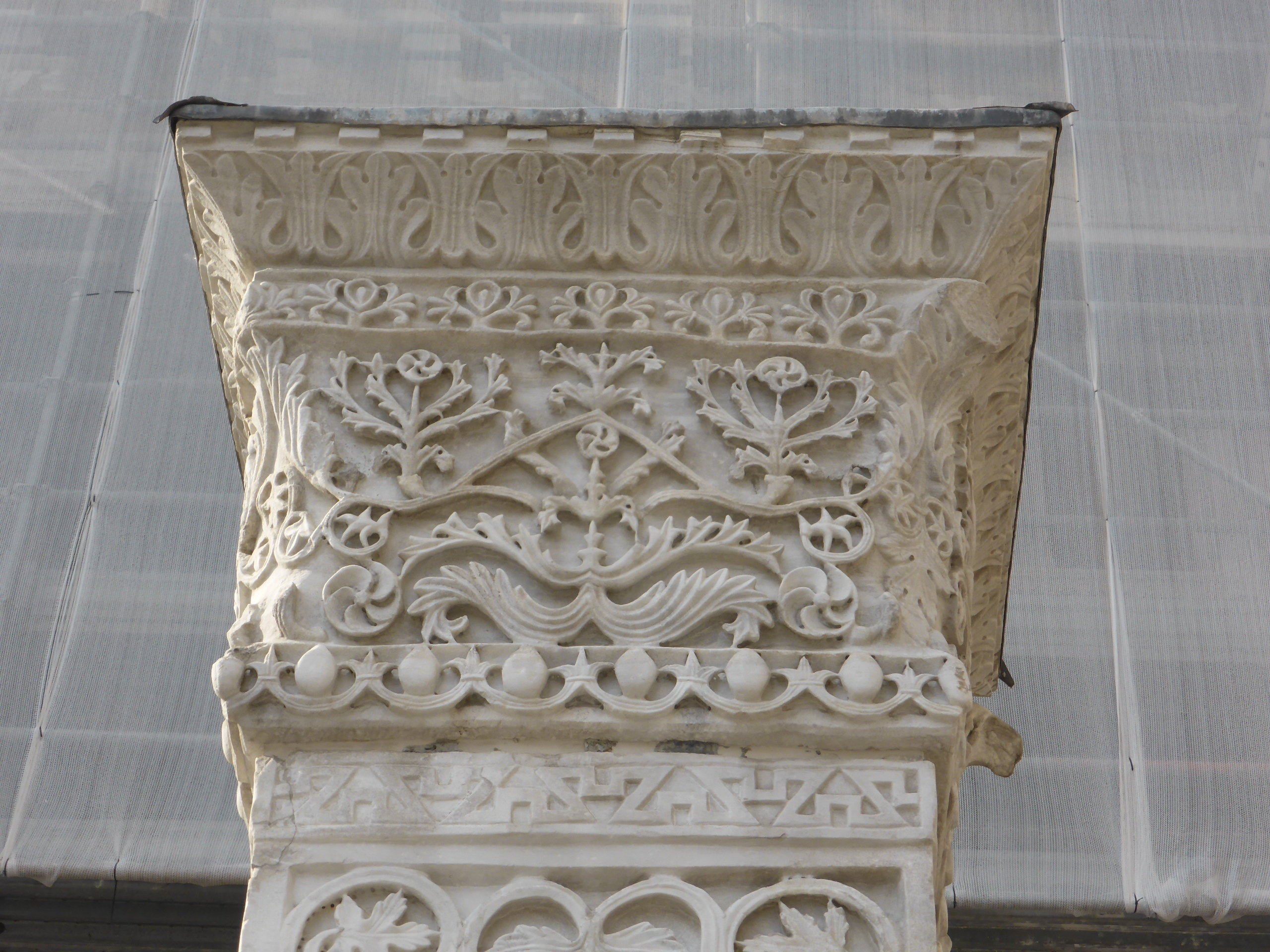
Kapitell, Pilastri Acritani

### Nordfassade
- Bruchstücke von Ambo-Treppenwangen, in mehreren Tympana der Nordfassade als dekorative Formen wiederverwertet.[3]
- Etimasia-Relief: Leerer Thron Christi und als Lämmer dargestellte Apostel.
- Luftfahrt Alexanders des Großen. Das Motiv stammt aus dem Alexanderroman. Es war im mittelalterlichen Westeuropa populär, kam aber aus dem Orient, was sich an San Marco in einem byzantinischen Originalrelief des 10. oder 11. Jahrhunderts zeigt. Dieses hat eine auffällige Nähe zu byzantinischen Textilien, die Wagenlenker darstellen. Aber die Anregung zu dieser Darstellungsweise eines Himmelswagens gewannen die byzantinischen Künstler aus dem Sassanidenreich.[4]
- Altarplatte in Form eines Sigma, aus einer byzantinischen Kirche (5.–7. Jahrhundert), in einem Tympanon wiederverwertet.[5] Sigmaförmige Tische waren in der Antike häufig, auch das Abendmahl Jesu mit den Jüngern wurde in der frühchristlichen Kunst oft an einem solchen halbkreisförmigen Speisetisch dargestellt. Typisch ist die Erhöhung der Ränder, an der geraden Seite durch eine Art Rinne unterbrochen. Bei Speisetischen diente das der einfachen Reinigung, Altarplatten behielten diese Gestaltung in stilisierter Form bei.[6] (Die sigmaförmigen Altarplatten sind meist kleiner als ein Quadratmeter.)
- zahlreiche Kapitelle.[7]
- Kämpferkapitell mit geflochtenem Rahmen an der Nordwestecke (Pfeiler von San Alipio), unterstes Geschoss. Ebenso wie zwei weitere Kapitelle in San Marco aus der Polyeuktoskirche von Konstantinopel.[8]Luftfahrt Alexanders des Großen, Nordfassade von San Marco

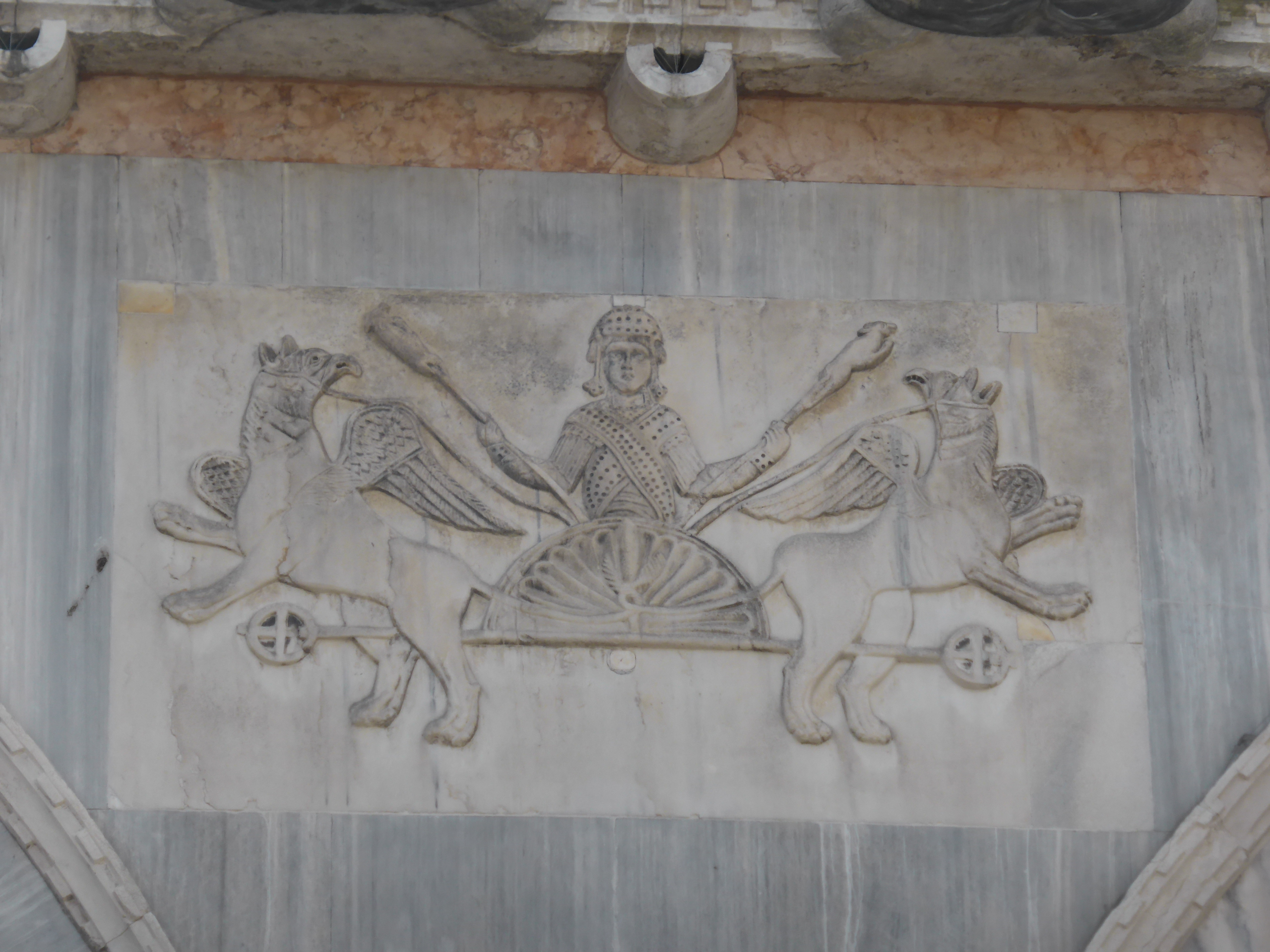
Luftfahrt Alexanders des Großen, Nordfassade von San Marco

### Westfassade
- Quadriga
- Herkules bezwingt den erymanthischen Eber. Wohl spätantikes Relief aus Byzanz, im 13. Jahrhundert in eine Abfolge von sechs Reliefs auf gleicher Höhe im Erdgeschoss der Westfassade von San Marco integriert (Nord).[9] Obwohl diese zu unterschiedlichen Zeiten geschaffen wurden, entsteht durch ihr ähnliches Format und das bei allen verwendete Material – griechischer Marmor – ein Eindruck der Zusammengehörigkeit. Das Herkulesrelief zeigt eindeutig antike Ikonographie, es kann sich aber auch um eine antikisierende byzantinische Arbeit handeln.[10]
- Heiliger Demetrios, im Gegenüber zum Heiligen Georg (einer venezianischen Arbeit), Reliefikone rechts neben dem mittleren Portalbogen. Der Soldatenheilige ist auf einem Thron sitzend, zugleich aber auch sein Schwert ziehend dargestellt. Dieses Bildprogramm wurde am byzantinischen Kaiserhof entwickelt; dem entspricht, dass Demetrios wie ein Prinz mit einem Diadem geschmückt ist.[11] Byzantinische Arbeit, um 1200.[12]
- zahlreiche Kapitelle.[13]

### Südfassade
- Sogenannter Carmagnola, Kopf einer oströmischen Kaiserfigur, Porphyr, 40 cm hoch.
- Pilastri Acritani. Dass es sich um erbeutete Kunstwerke aus der Plünderung Konstantinopels 1204 handelt, gilt als gesichert, während es bei vielen anderen Spolien Vermutung bleibt. Die beiden Pfeiler stammen aus der Polyeuktoskirche und sind Beispiele für einen neuen Dekorationsstil, der bei diesem Kirchenbau (524–527) in Konstantinopel hervortritt: dabei „wurden die einzelnen Motive so weit hinterarbeitet, daß die Oberfläche sich in ein feines Gespinst ineinander verschlungener Ornamente aufzulösen beginnt.“[14]
- Tetrarchengruppe, zwei Spolien an der Fassade des Tesoro.
- Sigmaförmige Altarplatte einer byzantinischen Kirche, über dem Eingang zur Sakristei.[5]
- zahlreiche Kapitelle.[15]

### Innenraum
- Porta di San Clemente: Bronzetür, ein Geschenk des Kaisers Alexios I. an die Stadt Venedig.
- Gittertür der Zeno-Kapelle.
- Deesis (Trimorphon) im südlichen Seitenschiff, eine dreiteilige Reliefikone aus konstantinopolitanischer Werkstatt, Marmor, 11. oder 12. Jahrhundert.[16]
- Madonna del Bacio, nahe beim Eingang des Tesoro. Bildtyp der Theotokos Hodegetria, eine Reliefikone mit großer Nähe zu einer gemalten Ikone. Für die Herkunft aus Byzanz spricht der breite steinerne Rahmen.[17]

## San Giovanni Crisostomo
- Reliefikone der Maria Orans in der Cappella Bernabò der Kirche San Giovanni Crisostomo. Reliefikone nach Beschädigung überarbeitet. Sie unterscheidet sich stilistisch von den venezianisch-byzantinisierenden Marienikonen von San Marco.[18]

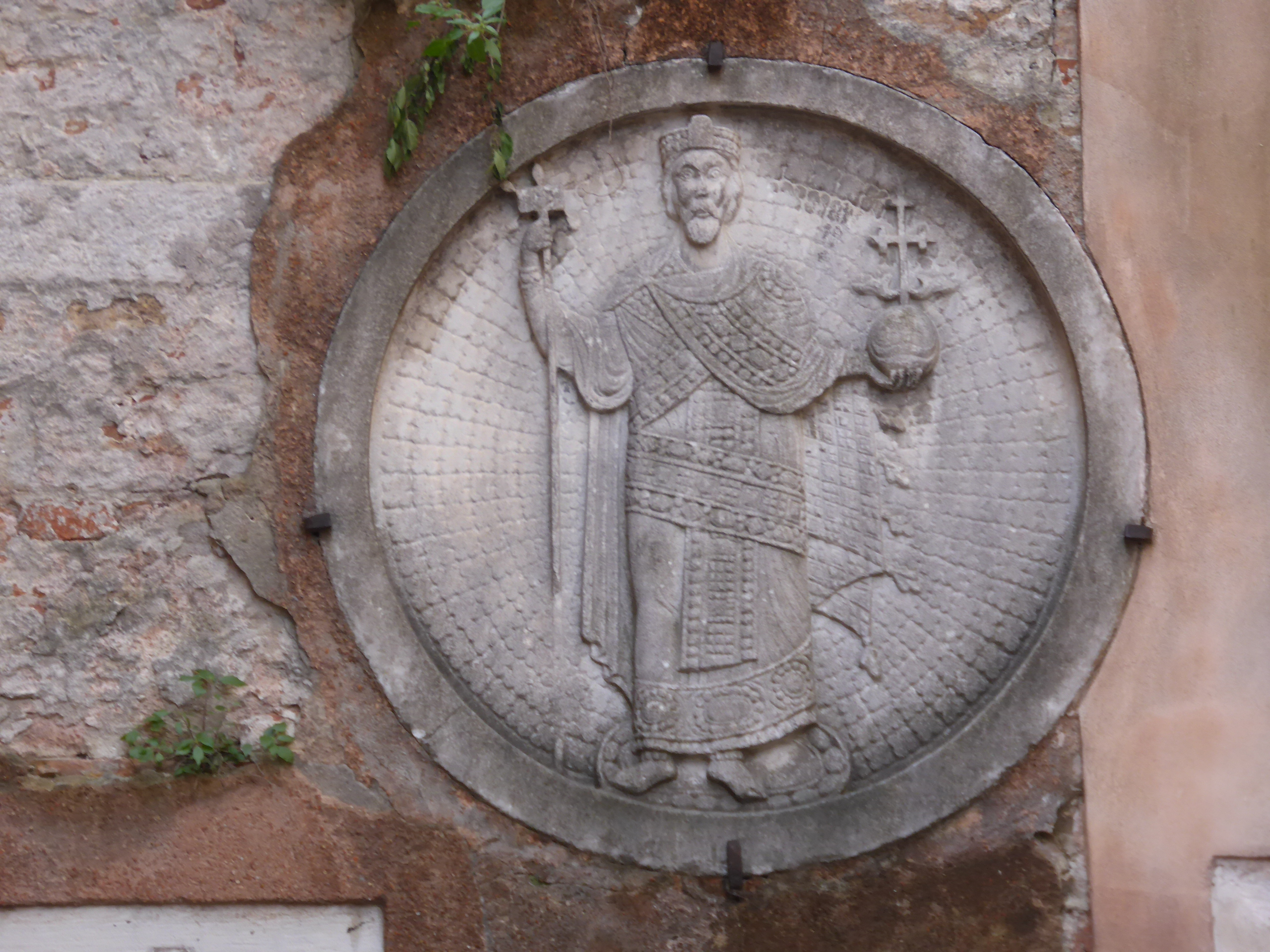
Campiello del Angaran

## Campiello del Angaran
- Marmor-Tondo mit Reliefdarstellung eines byzantinischen Kaisers (Durchmesser etwa 90 cm). Er befindet sich in einem kleinen Innenhof (Campiello del Angaran) an einer Hauswand zwischen Türen. Ein fast identisches, aber besser erhaltenes (weil nicht der Witterung ausgesetztes) Exemplar besitzt die Dumbarton Oaks Collection.